# Christopher Cox
Charles Christopher Cox (né le 16 octobre 1952 à Saint Paul, Minnesota) est le 28e président de la Securities and Exchange Commission. Il est nommé par le président Bush le 2 juin 2005, et unanimement confirmé par le sénat le 29 juillet 2005. Il prend ses fonctions le 3 août 2005 et les quitte en 2009.

## Biographie
Christopher Cox reçu un B.A. de l'université de Californie du Sud en 1973, recevant un diplôme la Magna cum le laude après avoir suivi un cours de trois ans accéléré. En 1977, Cox a simultanément obtient un MBA et un J.D. à Harvard.